# Peter Mandelson
Peter Benjamin Mandelson, baron Mandelson of Foy and Hartlepool (ur. 21 października 1953 w Londynie) – brytyjski polityk, członek Partii Pracy, minister w rządach Tony’ego Blaira i Gordona Browna, czasowo komisarz Unii Europejskiej w Komisji José Barroso.

## Biografia i działalność
Urodził się w rodzinie o korzeniach żydowskich. Wykształcenie odebrał w Hendon County Grammar School. Początkowo był członkiem młodzieżówki laburzystów, ale wystąpił z niej w 1971 i przyłączył się do Ligi Młodych Komunistów. W latach 1973–1976 studiował filozofię, politologię i ekonomię na St Catherine's College w Oksfordzie. Po powrocie do Partii Pracy został pod koniec lat 70. dyrektorem Brytyjskiej Rady Młodych. We wrześniu 1979 został wybrany do rady okręgu Lambeth, ale zrezygnował z członkostwa w 1982. Następnie pracował jako producent telewizyjny w London Weekend Television, gdzie współtworzył program Weekend World. Z pracy w telewizji zrezygnował w 1990. W 1992 wygrał wybory do Izby Gmin w okręgu Hartlepool.
W parlamencie dał się poznać jako zwolennik integracji europejskiej. W wyborach na lidera laburzystów w 1994 poparł Tony’ego Blaira. W 1997 prowadził zwycięską dla Partii Pracy kampanię wyborczą. Po wyborach Blair mianował Mandelsona ministrem bez teki w Urzędzie Gabinetu. Kilka miesięcy później zakres jego kompetencji poszerzono o sprawy związane z Millennium Dome.
W 1998 Mandelson został członkiem gabinetu jako minister handlu i przemysłu. Na tym dał się poznać jako zwolennik współpracy ze związkami zawodowymi. W ministerstwie rządził tylko przez kilka miesięcy. Pod koniec roku, w związku z dymisją Rona Daviesa, były laburzystowski deputowany Matthew Parris, publicznie określił Mandelsona jako homoseksualistę. Mandelson nigdy nie krył się ze swoją orientacją seksualną, ale nie chciał na ten temat dyskutować. Po wypowiedzi Parrisa rozgorzała jednak debata na temat życia osobistego ministra. Sytuację Mandelsona pogorszyła jeszcze decyzja jego doradcy politycznej, Anne Sloman, aby cenzurować wszystkie wypowiedzi dotyczące ministra na antenie BBC.
Upadek Mandelsona nastąpił w grudniu 1998, kiedy wyszło na jaw, że w 1996 kupił dom w Notting Hill za nieoprocentowaną pożyczkę udzieloną mu przez związanego z Partią Pracy milionera, Geoffreya Robinsona. Mandelson przyznał się do błędu i 23 grudnia podał się do dymisji. Poza rządem pozostawał przez 10 miesięcy. W październiku 1999 otrzymał stanowisko ministra ds. Irlandii Północnej. Już w swoim pierwszym przemówieniu podczas sprawowania urzędu popełnił gafę, nazywając siebie ministrem ds. Irlandii.
W styczniu 2001 pojawiły się pogłoski, że Mandelson telefonował do ministra w Home Office, Mike’a O’Briena, w sprawie Srichanda Hinduji, hinduskiego biznesmena, który ubiegał się o brytyjskie obywatelstwo. Rodzina Hinduji była głównym sponsorem „Faith Zone” w Millennium Dome. W tym czasie Hinduja i jego bracia byli zamieszani w korupcyjny „skandal Boforsa” a w Indiach toczyło się śledztwo w ich sprawie. 24 stycznia Mandelson został usunięty z rządu, chociaż zapewniał o swej niewinności. Po wyborach 2001 Mandelson został przewodniczącym Policy Netword oraz brytyjsko-japońskiej Grupy XXI wieku.
Mandelson zrezygnował z miejsca w Izbie Gmin 8 września 2004. 22 listopada otrzymał nominację na komisarza Unii Europejskiej ds. handlu. Latem 2005 odegrał istotną rolę w negocjacjach między Unią a Chinami w sprawie importu tekstyliów.
3 października 2008 ogłoszono, że Mandelson powróci do brytyjskiego gabinetu i obejmie stanowisko ministra biznesu, przedsiębiorstw i reformy regulacyjnej. Aby móc objąć stanowisko w gabinecie otrzymał tytuł parowski. 13 października 2008 otrzymał dożywotni tytuł parowski barona Mandelson of Foy and Hartlepool i zasiadł w Izbie Lordów. Podczas przebudowy gabinetu 5 czerwca 2009 lord Mandelson otrzymał dodatkowo stanowiska pierwszego sekretarza stanu i Lorda Przewodniczącego Rady. Doszło również do połączenia Ministerstwa Biznesu, Przedsiębiorstw i Reformy Regulacyjnej z Ministerstwem Uniwersytetów, Innowacji i Zdolności. Mandelson stanął na czele nowego ministerstwa jako minister biznesu, innowacji i zdolności. Wszystkie stanowiska utracił po wyborczej porażce Partii Pracy w 2010.
Na początku 2009 znalazł się na szczycie zestawienia pięćdziesięciu najbardziej wpływowych, otwarcie homo- lub biseksualnych polityków brytyjskich według magazynu Pink News.